# Omolicna uhler
Omolicna uhler är en insektsart som först beskrevs av Ball 1902.  Omolicna uhler ingår i släktet Omolicna och familjen Derbidae. Inga underarter finns listade i Catalogue of Life.